# Appel-nullité
Un appel-nullité est, en droit, une possibilité laissée par la jurisprudence de faire appel d'un jugement de première instance dans le cas où la loi le déclare pourtant insusceptible de recours.
L'appel-nullité a essentiellement été reconnu par la jurisprudence afin de laisser une voie de recours contre des excès de pouvoir.
Le pourvoi-nullité existe parallèlement pour les décisions rendues en dernier ressort que la loi déclare insusceptible de pourvoi.

## Définition
L'appel-nullité est, suivant les auteurs, quelquefois qualifié d'autonome ou de restauré.
L'appel-nullité étant une consécration de la Cour de cassation ne s'appuie, de fait, sur un aucun texte légal précis, mais simplement sur l'existence générale d'une possibilité de faire appel.

### En Belgique
Les atteintes aux droits fondamentaux justifient l'appel-nullité. Plusieurs arrêts ont été rendus en ce sens.

### En France
Il y eut débat, en France, s'agissant de déterminer le champ d'action de l'appel-nullité. En effet, sous l'empire de l'ancien Code de procédure civile, celui-ci permettait de remettre en cause le jugement de première instance pour la méconnaissance d'une exigence de procédure, cette nullité de procédure étant soulevée devant la cour d'appel. Ensuite, tout recommençait de zéro devant la juridiction de première instance.
L'appel-nullité repose sur l'article 542 du code de procédure civile qui introduit la possibilité de faire appel, et sur l'article 562.
Avec la mise en application du nouveau Code de procédure civile, l'appel-nullité s'est vu réformé. Le principe dévolutif s'applique désormais pour le tout, c'est-à-dire pour la forme et le fond - la cour d'appel statue ainsi sur le fond. 
Cet appel-nullité est une création prétorienne des juges de cassation, et repose sur trois conditions : une entrave à un double degré de juridiction (la loi empêche ou diffère l'exercice de l'appel ordinaire), l'existence d'un excès de pouvoir (auparavant, était également retenue la méconnaissance grave d'une règle fondamentale de procédure, comme le principe de la contradiction), et l'absence de tout autre recours possible (même dans l'ordre internationale).
L'excès de pouvoir qui frappe de nullité un jugement est soit « négatif » (refus de statuer alors que le juge est compétent) soit « positif » (le juge a statué en dépassant sa compétence ou les limites du cadre de son pouvoir prévues dans les textes selon la juridiction à laquelle le magistrat appartient).
S'agissant des délais, le droit commun trouve vocation à s'appliquer. Dans un contentieux classique, l'appel-nullité est soumis à un délai d'un mois. Dans les procédures collectives, désormais procédures des entreprises en difficulté, le délai est de dix jours.
Seules les parties à l'instance dispose du droit à l'appel-nullité, et elles doivent prouver un préjudice distinct de celui au fond pour indiquer leur intérêt à agir.
En 2011, un arrêt de la deuxième chambre civile est venu confirmer que l'appel-nullité n'est pas une voie de recours autonome.
Depuis une décision de la Chambre commerciale de la Cour de cassation de 2008, le conseiller de la mise en état devant la cour d'appel est compétent pour déclarer irrecevable l'appel, même appel-nullité - cette jurisprudence semble à étendre.
De même, le jugement frappé d'appel-nullité demeure provisoirement exécutable, comme le sont de plein droit tous les jugements au fond de première instance depuis 2019.
L'appel-nullité soutient un effet dévolutif général et vise le jugement en tout, comme précisé dans un arrêt du 28 mai 1996 de la Chambre commerciale de la Cour de cassation ; il est ainsi fait une application de l'article 562 alinéa 2 du Code de procédure civile.

## Problématique
L'appel-nullité a été consacré par la Cour de cassation, comme permettant de faire appel d'un jugement alors que le législateur ne l'envisageait pas.
Ce type de recours pourrait être assimilé à une jurisprudence contra legem.
Mais la Cour de cassation n'autorise ce type d'appel uniquement dans des cas restreints, et qui portent des atteintes graves notamment au regard des droits fondamentaux.
Également, l'appel-nullité soulève plusieurs questionnements quant à la nature et au rôle de l'appel. S'agit-il d'un appel-annulation ou d'un appel restauration ? La doctrine peine à s'accorder, et l'absence d'activité jurisprudentielle ne permet pas non plus d'élaborer une solution viable et stable.